# Šediviny
Šediviny jsou rozptýlená horská vesnice v okrese Rychnov nad Kněžnou, rozdělená na části spadající do různých obcí:
- Šediviny (Dobré) – část obce Dobré v okrese Rychnov nad Kněžnou (jižní část vsi, zahrnuje: Rovenské Šediviny, Prázova Bouda, Zlatenky, hradiště Hluky, přírodní rezervace Bažiny)
- Šediviny (Kounov) – část obce Kounov v okrese Rychnov nad Kněžnou (severní část vsi, zahrnuje kostel svatého Josefa)